# Меланхр
Меланхр (дав.-гр. Μέλαγχρος) — тиран давньогрецького міста Мітилена наприкінці VII ст. до н. е.
Можливо, що саме його — під іменем архонта Мегакла з аристократичного роду Клеанактидів — Аристотель називає ватажком повстання 620 р. до н. е., внаслідок якого в Мітилені було повалене всевладдя роду Пенфілідів, а міська рада (βυλλα) була поповнена представниками інших аристократичних родин.
У 618 р. до н. е. Меланхр сам захопив владу над містом, ставши тираном.
Невдовзі, однак, тиранія Меланхра викликала широке невдоволення, яким скористалися супротивники володаря на чолі з Піттаком, Кірісом та Антиманідом (останні двоє були братами поета Алкея). В 612 р. до н. е. вони очолили повстання проти тиранії і вбили Меланхра
610 року до н.е. однак в Мітилені була встановлена тиранія іншого Клеанактида — Мірсила.